# 지바 도시 모노레일 1호선
지바 도시 모노레일 1호선(일본어: 千葉都市モノレール1号線)은 지바 도시 모노레일의 철도 노선 가운데 하나이다. 지바 도시 모노레일 2호선 보다 7년 늦게 개통하였다.

## 역사
- 1995년 8월 1일: 지바미나토 ~ 지바 구간이 개통함.
- 1999년 3월 24일: 지바 ~ 현청앞 구간이 개통함.

## 운행 형태
지바미나토역과 겐초마에역을 왕복 운행한다.
지바미나토 ~ 지바 구간에는 2호선 열차도 직결 운행된다.

## 차량
- 1000계

한때는 일부 편성이 내 여동생이 이렇게 귀여울 리가 없어 열차와 역시 내 청춘 러브코메디는 잘못됐다 열차로 운행되었다.

## 역 목록
| 역 이름      | 일본어 이름 | 영업 거리 (km) | 접속 노선                                                                                            | 소재지               |
| ------------ | ----------- | -------------- | --- | -------------------- |
| 지바미나토   | 千葉みなと  | 0.0            | 게이요 선                                                                                            | 지바현 지바시 주오구 |
| 시야쿠쇼마에 | 市役所前    | 0.7            | | 지바현 지바시 주오구 |
| 지바         | 千葉        | 1.5            | 2호선(지시로다이 방면에 직결 운행) 소부 본선, 소토보 선 게이세이 전철 지바 선(게이세이 지바 역 접속) | 지바현 지바시 주오구 |
| 사카에초     | 栄町        | 2.0            | | 지바현 지바시 주오구 |
| 요시카와코엔 | 葭川公園    | 2.5            | | 지바현 지바시 주오구 |
| 겐초마에     | 県庁前      | 3.2            | | 지바현 지바시 주오구 |

### 연장 계획
현청앞에서부터 남동쪽 방면에 연장 개통할 계획이 있다.